# Porfirio Díaz
José de la Cruz Porfirio Díaz Mori, známý jen jako Porfirio Díaz, (15. září 1830 Oaxaca, Mexiko – 2. července 1915 Paříž) byl mexický voják, politik a prezident Mexika v letech 1876–1880 a znovu 1884–1911. Díky tomu, že stál v čele Mexika přes tři desetiletí, bylo období jeho vlády nazváno porfiriátem.

## Mládí a počátek kariéry v armádě
Díaz se narodil do chudé rodiny ve městě Oaxaca kreolskému (španělskému) otci a domorodé matce. Jeho otec ale zemřel, když byl Díaz ještě dítě. Nejprve byl určen pro kněžskou dráhu. V době americko-mexické války ale nastoupil do mexické armády, ve které během 50. a 60. let 19. století udělal úspěšnou kariéru a za podpory liberála Benita Juaréze studoval práva na Instituto de Ciencias y Artes de Oaxaca. Jako voják se zúčastnil války o reformu (1857–1860) i války s francouzskými interventy (1861–1867) na straně republikánů.

## Francouzská intervence a nástup k moci
Francouzská intervence do Mexika spojená s pokusem o změnu politické organizaci Mexika z republiky na konstituční monarchii představovala konflikt táhnoucí se několik let. Díaz se ho účastnil aktivně v pozici velícího důstojníka, a získal si tak značnou popularitu, která podporovala jeho politické aspirace. V roce 1867 to byl právě generál Díaz, kdo osvobodil hlavní město Mexiko od francouzské vlády.
Po znovunastolení republiky v roce 1867 se ale Díaz odvrátil od politiky Benita Juaréze i jeho nástupce Sebestiana Lerda de Tejady a v roce 1876 stanul v čele státního převratu proti vládě S. Lerda. Měl přitom vedle konzervativců podporu velké části mexického důstojnického sboru, jehož se negativně dotýkaly snahy republikánských vlád o snížení vojenského rozpočtu Mexika. V bitvě u Tecoac v roce 1876 Díazovy jednotky zvítězily a Díaz se stal poprvé prezidentem Mexika.
Díaz po svém nástupu k moci (1877) v podstatě obratně využil některých úspěchů jeho předchůdců Juaréze a Lerda, kteří se zemi snažili co nejrychleji hospodářsky stabilizovat a dosáhnout jejího mezinárodního uznání. Na druhou stranu posílil roli represivních složek jako bylo například mexické četnictvo. Stabilizace byla spojena samozřejmě také s zavedením pořádku a řádu, který Mexiko postrádalo od vypuknutí konfliktu s diktátorem Antonio Lopézem de Santa Anna respektive od počátku nezávislosti Mexika po roce 1821. Díazovo první prezidentské období skončilo dovršením první etapy stabilizace země a zároveň upevněním výsadního postavení samotného Porfiria Díaze v mexické politice. Podle slibu přenechal v roce 1880 Díaz prezidentský post svému spolupracovníkovi Manueli Gonzálezovi, který byl ve funkci prezidenta v letech 1880–1884. Poté byl prezidentem znovu zvolen P. Díaz. Podobný scénář se ale v roce 1888 už nekonal a Díaz byl zvolen mexickým prezidentem mezi roky 1884–1911 celkem sedmkrát za sebou. Podařilo se mu to jednak díky úpravě mexické ústavy, která mu umožnila znovuzvolení do úřadu, nejprve dvakrát za sebou a poté bez omezení, a dále také díky podpoře dosažené kompromisem s konzervativními elitami země. Režim se snažil nicméně udržovat zdání demokratičnosti tím, že každé čtyři roky opakoval nové prezidentské volby, ve kterým byl ale vždy favoritem Díaz. Tato praxe byla doprovázena různorodými volebními manipulacemi a machinacemi, které bylo možné dobře realizovat, protože volební systém byl v této době v Mexiku nepřímý.

## Hlavní charakteristiky tzv. porfiriátu 1877–1911
Od začátku měl Díaz podporu konzervativnějších součástí mexické společnosti, které se obávaly příliš reformních politik liberálů. Šlo o konzervativní majitele rozsáhlých haciend, kteří se obávali pozemkové reformy a ztráty politického a společenského vlivu v zemi, o katolickou církev, obavající se ztráty kontroly nad vzděláváním a vůbec mexickou společností, a konečně šlo také o zástupce severoamerického i evropského kapitálu, který měl v Mexiku své stále větší investiční zájmy. Režim P. Díaze byl schopen všem těmto společenským silám vyjít vstříc a naleznout s nimi určitý kompromis či modus vivendi, zatímco v rámci svého systému vlády užíval kontroly nad tiskem,nad soudy i nad distribucí úřadů guvernéra, a integraci mesticů do politické správy. K velmi výrazným prvkům Diázova režimu patřily zahraniční investice a politická centralizace.
Ideologicky se Díaz hlásil k mexickým liberálům, ačkoliv později je možné charakterizovat jeho způsob vlády jako caudillismus nebo diktaturu s výraznými prvky militarismu, patriarchalismu a kultu osobnosti.
Podobně jako i jinde v Latinské Americe bylo heslem Díazovy politiky „pořádek a pokrok". Především od konce 80. let a v 90. letech Díazův režim dokázal pomocí reformy daňového systému, spoluprací s bohatými latifundisty a přílivem zahraničních investic, přispět k výraznému hospodářskému růstu Mexika. Režim užíval rétoriku modernizace a pokroku. V Díazově týmu bylo několik významných technokratů, kteří vyznávali model pozitivistické 'vědecké politiky'(tzv. cientificos). Tato skupina vytvářela v podstatě politickou frakci, jež tvořila jádro porfiriátu. K nejvýznamnějším patřil Díazův dlouholetý ministr financí José Yves Limantour (1854–1935).

## Konec Díazova režimu 1908–1911
Na konci 19. století a na počátku 20. století se v mexické společnosti postupně zformovala stále silnější politická opozice, která otevřeně kritizovala Díazův režim. Centrem kritiky byla mimo politické korupce a závislosti na americkém kapitálu, také kritika rostoucích společenských nerovností mexické společnosti nebo neutišené postavení mexického dělnictva. Mexické střední vrstvy a intelektuálové podporovali liberální opozici vedenou Franciscem Maderem, Díazovým protikandidátem na post prezidenta v roce 1908. Lidové vrstvy na venkově vytvořily ozbrojené, neformální jednotky povstalců pod vedením lidových vůdců Emiliana Zapaty a Pancho Villy. Tento tlak stárnoucí Díazův režim neustál. V roce 1911 musel Díaz rezignovat a následně opustit zemi, ve které už vypukla tzv. mexická revoluce. Zemřel v emigraci, v Paříži v roce 1915.

## Vyznamenání
Zahraniční vyznamenání:
- velkokříž Královského řádu Kalākaua – Havajské království, 1884
- velkokříž Řádu Karla III. – Španělsko, 1886
- rytíř Řádu meče – Švédsko, 1886
- velkokříž Řádu věže a meče – Portugalské království, 1887
- velkokříž Řádu osvoboditele – Venezuela, 1887
- velkokříž Řádu čestné legie – Francie, 1888
- velkokříž Řádu chryzantémy – Japonsko, 1892
- rytíř velkokříže Řádu svatého Mauricia a svatého Lazara – Italské království, 1893
- velkokříž Kříže za vojenské zásluhy s bílým odznakem – Španělsko, 1895
- velkokříž Řádu Leopoldova – Belgie, 1896
- velkokříž Řádu červené orlice – Pruské království, 1896
- velkokříž Královského uherského řádu svatého Štěpána – Rakousko-Uhersko, 1901
- Řád lva a slunce I. třídy – Persie, 1902
- Řád dvojitého draka I. třídy – Říše Čching, 1905
- čestný rytíř velkokříže Řádu lázně – Spojené království, 26. června 1906[4]
- velkokříž Řádu nizozemského lva – Nizozemsko, 1908
- Řád svatého Alexandra Něvského – Ruské impérium, 1909